# 袖

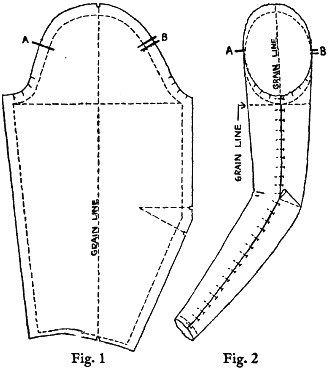
基本的な袖の構造。

袖（そで）は、衣服の部分名称であり、筒状になっていて腕を通す部分である。スリーヴ（英語: sleeve）、マンシュ（フランス語: manche）。
ほとんどは身頃と別に裁断・縫製し、できた後で身頃の肩に袖付（そでつけ）される。ただし、ドルマン・スリーヴなど、身頃から布地が続いているものも希にある。
袖のない衣服は、腕が露出するノースリーブか、マントのように上半身全体を外側から覆う衣服である。

## 袖の長さ
長袖
手首までの長さ。正装は原則として長袖である。
七分袖、スリークォーターズ・スリーヴ
肘が隠れる程度の長さ。
半袖、五分袖
肘が隠れない程度の長さ。耐暑・運動・作業用のものが多い。
スリーヴレス、ノースリーヴ
袖がなく、腕が露出する。

## 部分名称

### 和洋共通
袖口
手が出る開口部。
袖口布
補強・装飾のために袖口に縫い付ける別布。
袖刳（そでぐり）、アームホール
袖を縫いつける、身頃の孔。
袖下
袖の下端のライン。

### 和装のみ
袂（たもと）
袖の下端・外側端の角。
袖口下
袖口の下端から袂まで。
八口（やつくち）
腋の下の孔。袖側の孔が振八口、身頃側の孔が身八口。

### 和洋で意味が異なる名称
袖山
洋装 - 袖の型紙または裁断済パーツにおいて、肩にあたる山なりになった部分。
和装 - 袖の上端のライン。
袖丈
洋装 - 肩先（腕の付け根）から袖口までの長さ。
和装 - 袖の上端から下端（袂側）までの高さ。

## 袖の種類の例

### 洋装

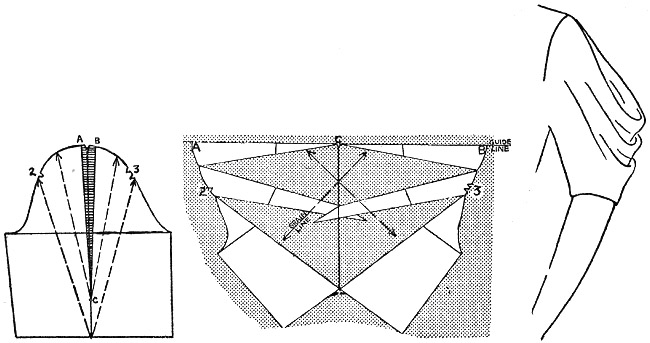
ヴィラゴー・スリーヴ
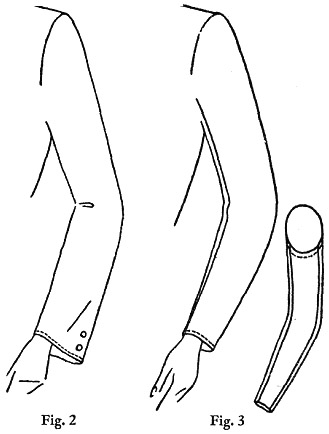
カウル・スリーヴ
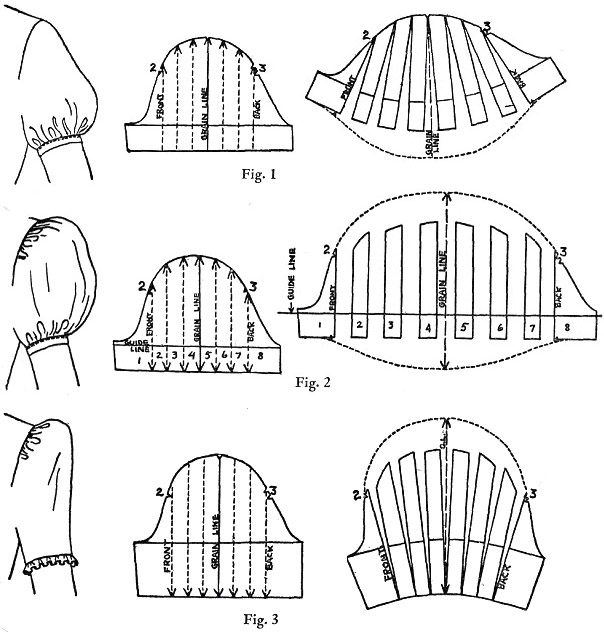
ストレート・スリーヴ
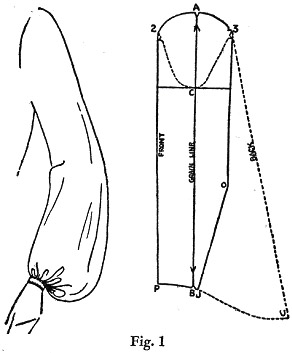
パフ・スリーヴ（パッフドスリーブ）
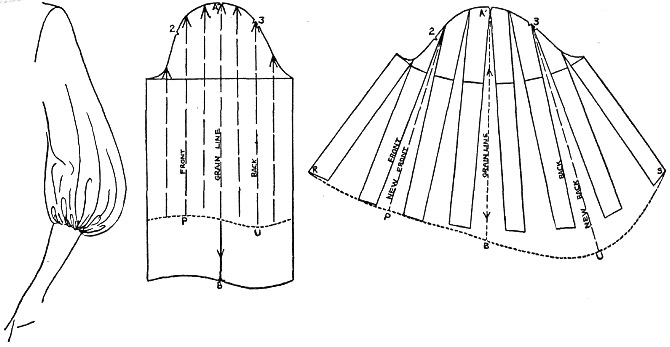
ビショップ・スリーヴ
ベル・スリーヴ
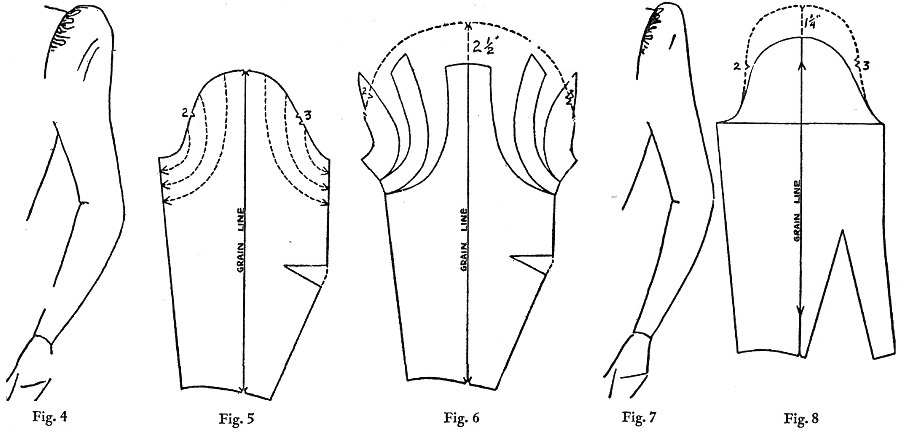
ポエット・スリーヴ
ラグラン・スリーヴ
- レッグオヴマトン・スリーヴ
- ドルマン・スリーヴ

- カウル・スリーヴ
- ストレート・スリーヴ
- パフ・スリーヴ
- ビショップ・スリーヴ
- ベル・スリーヴ
- ラグラン・スリーヴ
- レッグオヴマトン・スリーヴ
- ドルマン・スリーヴ

### 和装
和装では、袖の名称が、上衣全体の名称となったものが多い。
- 角袖
- 元禄袖
- 小袖
- 筒袖
- 留袖
- 振袖

## 比喩的用法
- 舞台の両側にある、客席からは見えない空間を「舞台袖」と呼ぶ。劇場#舞台各部の名称を参照。
- ブックカバーの、表紙・裏表紙の内側に折り込まれる部分を「そで」と呼ぶ。本#冊子本の構造を参照。
- 賄賂を指す隠語に「袖の下」という表現がある。
- 袖振り合うも他生の縁